# Jacques-Désiré Laval
Blahoslavený Jacques-Désiré Laval (18. září 1803 Croth – 9. září 1864 Port Louis) byl francouzský katolický kněz a člen Kongregace Svatého Ducha.

## Život
Narodil se 18. září 1803 v Crothu. Byl dítětem úspěšného farmáře. Jeho strýc byl kněz, a vyrůstal ve zbožné rodině. Když mu bylo sedm let, zemřela mu matka. Vzdělával se v Évreux na Collège Stanislas de Paris. Zpočátku se rozhodoval o cestě kněžství nebo medicíně. Roku 1830 získal lékařský diplom a praxi měl v Saint-André a Ivry-la-Bataille. Znovu zkoumal jeho výběr po řidičské nehodě. Vybral si kněžství, ukončil svou praxi a vstoupil do semináře v Saint-Sulpice. Na kněze byl vysvěcen roku 1838 a dva roky působil jako farní kněz. Toužil po aktivnější službě a proto vstoupil do Kongregace Svatého Ducha. Dne 14. září 1841 byl poslán jako misionář na Mauricius a zde zůstal 23 let ve službě lidem. Žil tam s chudými lidmi a bývalými otroky, naučil se jejich jazyky a učil je se postit když bylo málo potravin. Spal v balicích bednách. Jeho zkušenosti v medicíně se mu hodily při jeho misiích. Pracoval na zlepšení podmínek zemědělství, sanitace, medicíny a vědy. Byl velmi úspěšný v obrácení lidí na křesťanství. Ve své farnosti měl 67 000 konvertitů.

## Beatifikace
Blahořečen byl 29. dubna 1979 papežem sv. Janem Pavlem II. Spolu s Franciscem Collem y Guitartem byli prvními blahořečenými sv. Jan Pavla II.
Zázrak na jeho přímluvu, který byl uznán dne 7. července 1977, bylo okamžité uzdravení Josepha Edgradiho Beauboise ze závažné kožní nemoci na krku a hlavě, když se modlil u hrobky otce Lavala.